# Zgornja Dobrava (gmina Moravče)
Zgornja Dobrava – wieś w Słowenii, w gminie Moravče. W 2018 roku liczyła 57 mieszkańców.